# Emile Mushosho Matabaro
Emile Mushosho Matabaro (ur. 5 marca 1967 w Bukavu) – kongijski duchowny katolicki, biskup diecezjalny Dungu-Dorumy od 2022.

## Życiorys
Studiował w seminariach duchownych w Gomie i Murhesie. W latach 2007–2012 odbył studia licencjackie, a w latach 2013-2017 doktoranckie na Kościelnym Uniwersytecie Świętego Damazego w Madrycie, na Wydziale Teologicznym.

### Prezbiter
Święcenia kapłańskie przyjął 17 września 2000, inkardynowano go do archidiecezji Bukavu. W latach 2000–2003 był wikariuszem w Ciherano, w latach 2003-2007 – proboszczem parafii św. Piotra w Cibimbi, a w 2011 był proboszczem parafii Bagira. W latach 2011–2012 pełnił funkcję dyrektora Diecezjalnego Biura Prac Socjalnych i Rozwoju, a w latach 2011-2013 był przewodniczącym Rady Duchowieństwa Diecezjalnego. W latach 2017–2018 pełnił funkcję diecezjalnego ekonoma i moderatora Komisji ds. Dóbr. W 2018 objął urząd wikariusza biskupiego ds. gospodarczych, a w 2019 – wikariusza generalnego archidiecezji Bukavu. W 2021 został administratorem apostolskim sede vacante et ad nutum Sanctae Sedis diecezji Dorumy-Dungu. 

### Biskup
24 października 2022 papież Franciszek mianował go biskupem diecezjalnym Dorumy-Dungu. Sakry udzielił mu 8 grudnia 2022 metropolita Kisangani – arcybiskup Marcel Utembi. W 2023 zmieniono nazwę kierowanej przez niego diecezji na diecezja Dungu-Dorumy.